# Barbara Larssen
Barbara Larssen (Holmestrand, 14 november 1853- Oslo, 31 mei 1926) was een Noors zangeres en zangpedagoog en deels ook pianist.
Ze werd geboren binnen het gezin van navigator Harald Wilhelm Sommerfelt en Maren Dorothea Ihlen. Op 19 juni 1875 huwde ze Thomas Christian Larssen uit Hammerfest (1849-1 oktober 1901). Hij zou later directeur worden van het handelsgymnasium in Oslo. Twee broers van Barbara, Harald Vilhelm Sommerfelt en Axel Sommerfelt, zouden ook in het onderwijs belanden.
Haar eerstbekende optreden vond plaats op 10 februari 1883 tijdens een concert van de violist Stanislas Barcewicz, waarbij ook Erika Nissen meespeelde. Op 15 mei 1884 begon ze aan een samenwerking met componiste/pianiste Agathe Backer-Grøndahl. Ze zong toen onder meer liederen van Charles Gounod en Edvard Grieg. Ze zou de volgende acht jaar regelmatig met deze Backer-Grøndahl optreden, waarbij zij zong en Backer-Grøndahl piano speelde. Overigens zou Larssen later ook achter de piano kruipen. In 1887 zong ze onder leiding van Johan Halvorsen en zijn orkest van het Christiania Theater in Oslo. 19 september 1897 zong ze tijdens het vijfentwintigjarig regeringsjubileum van koning Oscar II van Zweden in het Tivolipark in Oslo.
Een van haar leerlingen was Hildur Fjord.
In 1912 wordt ze aangesteld als manager van het pension Gabelshus, in 1918 kocht ze het pension samen met haar zuster. Het bleef tot 1933 in de familie. Het is anno 2014 nog steeds een hotel: een hotel behorend tot de Clarion-groep. 
Ze heeft ook een beetje gecomponeerd. Van haar hand verscheen:
- To sange (Saa danser jeg dig imöte/Vaaren), waarvan de eerste werd uitgevoerd tijdens een concert op 28 april 1910 door Borghild Langaard en Johan Backer Lunde

- Gemeinsame Normdatei: 1125478551
- Virtual International Authority File: 1274148753680441320003